# Túmulo pré-histórico do Arco de Augusto
Túmulos pré-históricos do Arco de Augusto são antigos túmulos do século X a.C. que foram descobertos perto das fundações do Arco de Augusto, um arco triunfal já demolido que ficava no Fórum Romano, no rione Campitelli de Roma.

## História
Nos anos 50 do século XX foram escavados quatro túmulos na área imediatamente ao lado das fundações do arco. Entre eles o túmulo número 1, um poço de incineração, no qual foi encontrado um enxoval funerário completo, incluindo seis peças de cerâmica e uma fíbula metálica.
Estes elementos sugerem um contexto da cultura Lacial vizinha de assentamentos similares nos montes Albanos (como o Túmulo de San Lorenzo Vecchio). Esta cultura era paralela à proto-vilanoviana, com designs de vasilhames mais simples e sem decoração. A datação proposta é o início do I milênio a.C., a fase final da Idade do Bronze. Estes vestígios são, portanto, testemunhas de assentamentos humanos estáveis do núcleo arcaico de Roma já naquela época.
Todo o material encontrado no local está hoje preservado no Antiquário Forense.
O uso da região como local de sepultamento se mudou logo depois, de forma gradual, para o leste, como testemunham as sepulturas posteriores encontradsa na vizinha Necrópole do Templo de Antonino e Faustina.